# 21630 Wootensmith
A 21630 Wootensmith (ideiglenes jelöléssel 1999 NM9) a Naprendszer kisbolygóövében található aszteroida. A LINEAR projekt keretében fedezték fel 1999. július 13-án.